# Rupert Kubon
Rupert Kubon (* 27. Mai 1957 in Friedrichshafen) ist ein ehemaliger deutscher Politiker (damals SPD) und war von 2003 bis 2018 Oberbürgermeister der Stadt Villingen-Schwenningen.

## Werdegang
Kubon wuchs in Freiburg auf, studierte an der Universität Konstanz sowie an der Albert-Ludwigs-Universität Freiburg Deutsch und Geschichte für das Lehramt an Gymnasien und schloss dieses Studium 1985 mit dem Ersten Staatsexamen ab. 1991 erfolgte seine Promotion mit einer Studie zur badischen Schulgeschichte.
Kubons parteipolitische Aktivität begann in den 1970er Jahren in der CDU-Schülerorganisation Schüler Union. 1989 trat er der SPD bei.
Während seines Studiums war Kubon als freiberuflicher Journalist für die Katholische Nachrichten-Agentur sowie für den Südwestrundfunk tätig. 1990 arbeitete er zunächst für den SPD-Bundestagsabgeordneten Klaus Kübler in Bonn und wurde im selben Jahr Büroleiter des SPD-Abgeordneten Reinhard Weis. 1996 wurde Kubon Referent für Soziales, Kultur und Bildung bei der Stadt Dessau, wo er 1998 zum Leiter der Kulturabteilung aufstieg.
2002 wurde Kubon zum Oberbürgermeister von Villingen-Schwenningen gewählt, nachdem der damalige Amtsinhaber, Manfred Matusza, überraschend nicht erneut kandidiert hatte. Er trat das Amt 2003 an. Bei der Oberbürgermeisterwahl am 24. Oktober 2010 wurde Kubon mit 54,7 % im Amt bestätigt. Im Februar 2018 kündigte Kubon an, bei der Wahl im Oktober nicht für eine dritte Amtszeit zu kandidieren, sondern eine Ausbildung zum Diakon machen zu wollen. Sein Nachfolger als Oberbürgermeister wurde Jürgen Roth.
2020 trat er aus der SPD aus und wurde Mitglied von Bündnis 90/Die Grünen.
Nach der Weihe zum Diakon trat er diesen Dienst am 3. Dezember 2022 an.

## Persönliches
Rupert Kubon ist römisch-katholisch, verheiratet und hat zwei Töchter.
Im Herbst 2015 spielte er am Theater am Turm Villingen neben Henry Greif in dem Zwei-Personen-Stück Der Büchsenöffner von Victor Lanoux.